# Bacino Uinta
Il bacino Uinta, (scritto anche bacino Uintah) è una sezione fisiografica della vasta provincia degli Altopiani del Colorado, la quale a sua volta fa parte della più estesa divisione fisiografica degli Intermontane Plateaus, negli Stati Uniti d'America.
Dal punto di vista geologico è un bacino strutturale situato nella parte orientale dell'Utah, a est dei monti Wasatch e a sud dei monti Uinta.
Il bacino Uinta è alimentato da torrenti e fiumi che scorrono verso sud provenendo dai monti Uinta. Molti di questi corsi d'acqua (Strawberry River, Currant Creek, Rock Creek, Lake Fork River e Uinta River) confluiscono nel Duchesne River, il quale a sua volta va a gettarsi nel Green River che è un tributario del fiume Colorado.
Il confine nord del bacino è segnato dai monti Uinta, dove si trova anche il Kings Peak che, con i suoi 4123 m.s.l.m, è la cima più elevata dell'Utah. 
Il clima del bacino è semiarido, con occasionali inverni rigidi.